# HD 205423
HD 205423，又名BD-04 5489，SAO 145510、HR 8251，是一颗恒星，视星等为5.77，位于銀經50.35，銀緯-37.86，其B1900.0坐标为赤經21h 30m 4.4s，赤緯-4° -37.86′ 44″。